# André Maelbrancke
André Maelbrancke (* 23. April 1918 in Torhout; † 26. September 1986 ebenda) war ein belgischer Radrennfahrer.
André Maelbrancke war Profi-Rennfahrer von 1939 bis 1955. 1942 wurde er Belgischer Meister im Straßenrennen. 1945 gewann er die erste Austragung des Omloop van het Houtland sowie 1950 und 1951 zwei weitere Male, 1948 den Grote Prijs Briek Schotte. 1952 siegte er bei Quer durch Flandern und bei Kuurne–Brüssel–Kuurne.
Zu Beginn seiner Laufbahn galt Maelbrancke als ernsthafter Konkurrent von Rik Van Steenbergen, konnte aber letztlich nicht dessen Klasse erreichen, da er nach Ansicht von Experten nicht bereit war, sich wirklich zu quälen und auch gerne mal beim Alkohol zulangte. Nach dem Ende seiner Radsport-Laufbahn eröffnete er ein Café.